# Mel·lífer de Taliabu
El mel·lífer de Taliabu (Myzomela wahe) és un ocell de la família dels melifàgids (Meliphagidae).
Habita els boscos de l'illa de Taliabu, a les illes Sula, a l'est de Sulawesi.
Es tracta d'una espècie de recent descripció.